# Philippe Lau
Philippe Lau, né le 6 août 1986, est un skieur français spécialiste du télémark. Il est membre du ski-club de Méribel et membre de l'équipe de France de télémark depuis 2005.

## Palmarès

### Championnats du monde
- Champion du monde en sprint parallèle en 2019
- Champion du monde en sprint parallèle en 2017
- Champion du monde en sprint en 2011
- Vice-champion du monde en sprint en 2019
- Vice-champion du monde en classique en 2015
- Vice-champion du monde en sprint parallèle en 2015
- Médaillé de bronze en sprint aux Mondiaux de 2017
- Médaillé de bronze en sprint aux Mondiaux de 2007

### Coupe du monde
- 12 Globes de cristal dont 3 du général.
- 114 podiums en coupe du monde dont 58 victoires.

### Championnats du monde juniors
- Champion du monde junior en géant en 2005.

### Championnats de France
- Champion de France en 2005, 2006, 2008, 2009, 2010, 2011, 2012, 2013, 2014, 2015, 2016, 2017, 2018, 2022 et 2023.